# Koreana (Band)
Koreana (코리아나) war eine zweisprachige südkoreanische Musikgruppe, die ihre Lieder auf Englisch und Koreanisch aufführte.

## Hintergrund
Einer der bekanntesten Songs ist Hand in Hand, welcher der offizielle Song zur Eröffnung der Olympischen Sommerspiele 1988 war und sowohl in Deutschland als auch in der Schweiz Platz 1 der Charts erreichte, in Österreich stieg das Lied auf Platz 7. Hand in Hand wurde in der Schweiz von Giorgio Moroder produziert und blieb der einzige große internationale Erfolg des Quartetts. Lediglich in der Schweiz gab es zwei Jahre später mit Living for Love nochmals eine Chartplatzierung.
Marie Hong veröffentlichte 2004 ihr Album Mom & Son.

## Diskografie

### Alben
- 1979: Dark Eyes (als Koreana Arirang Singers) / Discorea (als Arirang Singers)
- 1980: Burning Fantasy
- 1983: Too Much Love
- 1988: Hand in Hand
- 1990: Living for Love
- 1993: 우리는 EXPO 주제가 `그날은´ / Expo ’93
- 2006: Hand in Hand: Golden Hits (Kompilation)

### Singles und EPs
- 1981: Go-Go-HCD! (mit den Fans des HC Davos)
- 1986: Midnight Lover / Don’t Make Me Cry / Hey Daydreamer (Disco Mix Vol. 8)
- 1988: Hand in Hand
- 1988: Loving You, Loving Me
- 1990: Living for Love
- 1992: Sail into the Sunset
- 1996: We Are One (EP)